# Lachaerus fascinus
Lachaerus fascinus là một loài bọ cánh cứng trong họ Cerambycidae.